# Madden NFL 2002
Madden NFL 2002 è un videogioco sportivo sviluppato e pubblicato dall'Electronic Arts nel 2001 per le principali piattaforme di gioco. Il gioco fa parte della serie Madden NFL.